# Mount Hikurangi (Gisborne)
Der Mount Hikurangi ist ein 1754 m hoher Berg der Raukumara Range im Distrikt Gisborne im Nordosten der neuseeländischen Nordinsel. Er liegt 50 km südwestlich des East Cape und ist der höchste nichtvulkanische Gipfel der Nordinsel.
Der Berg ist für die in der Region lebenden Māori (den Iwi Ngāti Porou) tapu d. h., er gilt als Heiligtum und wird als Ruheplatz von Nukutaimemeha, des Waka (Kanu) des legendären Helden Māui angesehen.
Der Gipfel wird manchmal als das erste Land der Welt angesehen, auf das das Licht des neuen Tages fällt. Dies ist jedoch nur während des Sommers möglich, da Fidschi und Tonga weiter östlich liegen. Im Sommer bekommt der Berg das Sonnenlicht wegen der Neigung der Erdachse jedoch früher als diese Inseln. Auch die Chatham-Inseln und Teile der  Antarktis sowie im Sommer einige Hügel der südöstlichen Südinsel erleben den Sonnenaufgang früher.